# Kommandierender Admiral westliche Ostsee
Kommandierender Admiral westliche Ostsee war die Bezeichnung einer militärischen Dienststelle der deutschen Kriegsmarine und ihres Befehlshabers, die von November 1944 bis Mai 1945 bestand. Der Kommandierende Admiral unterstand dem Oberbefehlshaber des Marineoberkommandos Ostsee. Der Stab befand sich in Ahlbeck auf Usedom.
Der Befehlsbereich erstreckte sich von der deutsch-dänischen Grenze bis westlich der Mündung des Flusses Leba in Pommern. Außerdem war ihm die dänische Insel Bornholm zugeordnet.

## Geschichte
Vorläufer des Kommandierenden Admirals westliche Ostsee war der Küstenbefehlshaber westliche Ostsee, dessen Dienststelle im November 1944 aufgelöst wurde. Der Stab des ebenfalls in November 1944 aufgelösten Admiral Ägäis bildete den Stab der neuen Dienststelle. Dabei gingen die Aufgaben an den Kommandierenden Admiral westliche Ostsee und an mehrere nachgeordnete Seekommandanturen über.

## Unterstellte Verbände und Dienststellen
Gleichzeitig mit der Aufstellung der Dienststelle wurden zur Begrenzung der Führungsspanne Seekommandanturen eingerichtet, die als Zwischenebene zwischen dem Kommandierenden Admiral und den nachgeordneten Verbänden fungierten. Außerdem unterstanden dem Kommandierenden Admiral einzelne weitere Dienststellen direkt:
- Marinepeilabteilung II (Lüchow), später Marinehauptpeilstelle II (Flensburg)
- Kommandant der Seeverteidigung Schleswig-Holstein und Mecklenburg
- Kommandant der Seeverteidigung Pommern
- Kommandant der Seeverteidigung Mecklenburg (nur Planung im April 1945, nicht realisiert)
- Inselkommandant Bornholm (zuvor unterstellt unter Kommandant der Seeverteidigung dänische Inseln) mit leichter Marineartillerieabteilung 535 (aufgestellt im Januar 1945)
- Kommandant der Seewasserstraße Kaiser-Wilhelm-Kanal

## Kommandierende Admirale
Folgende Offiziere bekleideten die Position des Kommandierenden Admirals westliche Ostsee:
- Vizeadmiral Werner Lange, November 1944 – Ende März 1945
- Konteradmiral Günther Schubert, April – Mai 1945

## Chefs des Stabes
- Kapitän zur See Karl Prossinagg: von der Aufstellung bis April 1945
- Kapitän zur See Günther Wachsmuth: von April 1945 bis Kriegsende